# Конка у Каунасі
Конка у Каунасі - ліквідована трамвайна мережа у місті Каунас, Литва.
Лінія конки в Каунасі була введена в експлуатацію 24 травня 1892, за маршрутом Вокзал - Ратуша, ширина колії - 1524 мм, довжина лінії - 3,2 км. Трамвайна мережа була ліквідована у квітні 1929, на той час лінію обслуговувало 6 вагонів.

## Ресурси Інтернету
- sparvagssallskapet.se [Архівовано 8 грудня 2015 у Wayback Machine.]
- transit.parovoz.com [Архівовано 4 березня 2016 у Wayback Machine.]
- transphoto.ru [Архівовано 26 листопада 2015 у Wayback Machine.]